# Stan Ivar
Stan Ivar (Brooklyn (New York), 11 januari 1943) is een Amerikaanse acteur.

## Biografie
Ivar begon in 1982 met acteren in de bekende televisieserie Little House on the Prairie. Hierna heeft hij nog meerdere rollen gespeeld in televisieseries en films zoals Matlock (1988), Who's the Boss? (1990), Star Trek: Voyager (1995), Days of Our Lives (1996), The Practice (2000-2004) en NCIS (2010).

## Trivia
Ivar bezit het echte kleine huis op de prairie dat zich op zijn ranch bevindt, het is gedemonteerd en wacht voor heropbouw. Het gemeentebestuur van Walnut Grove (Minnesota) wil dit opbouwen in het Laura Ingalss museum (schrijfster van Het Kleine huis op de Prairie), maar Ed Friendly wil (nog) geen toestemming geven hiervoor. Dit is nodig omdat hij alle rechten heeft van alle zaken rond het kleine huis.

## Filmografie

### Films
Uitgezonderd korte films.
- 1998 Chance of a Lifetime – als Ivan
- 1997 Home Invasion – als Dr. Alan Patchett
- 1996 Ed – als vader van Cooper
- 1993 River of Rage: The Talking of Maggie Keene – als Bob Keene
- 1993 Torch Song – als Ken
- 1993 The Disappearance of Nora – als Leland Sinclair
- 1993 Aspen Extreme – als mr. Parker
- 1992 A House of Secrets and Lies – als Ben Rudolph
- 1991 The Last Halloween – als Hubble
- 1991 Harley Davidson and the Marlboro Man – als Jake McAllister
- 1991 Rock-a-Doodle – als Frank
- 1991 The Killing Mind – als Harris
- 1990 She Said No – als Doug
- 1990 Shattered Dreams – als Bryan Renehan
- 1989 The Big Picture – als Charlie
- 1988 Take My Daughters, Please – als James
- 1988 Who Gets the Friends? – als ??
- 1987 The Alamo: Thirteen Days to Glory – als Doc Sutherland
- 1985 Creature – als Mike Davison
- 1984 Little House: Bless All the Dear Chidren – als John Carter
- 1984 Little House: The Last Farewell – als John Carter
- 1983 Little House: Look Back to Yesterday – als John Carter

### Televisieseries
Uitgezonderd eenmalige gastrollen.
- 2010 NCIS – als agent Ben Robinson – 2 afl.
- 2000 – 2004 The Practice – als rechter Harvey Gleason en advocaat Jacobs – 3 afl.
- 1994 - 1996 Days of Our Lives – als Daniel Scott – 32 afl.
- 1995 Star Trek: Voyager – als Mark Johnson – 4 afl.
- 1993 The Secrets of Lake Success - als Tucker Reed - 3 afl.
- 1990 Who's the Boss? – als Peter Gerber – 2 afl.
- 1988 The Bronx Zoo – als Jeffrey Warren – 3 afl.
- 1988 Matlock – als Pete McGuiness – 2 afl.
- 1987 Highway to Heaven – als Paul Raines – 2 afl.
- 1982 – 1983 Little House on the Prairie – als John Carter – 19 afl.

- Library of Congress Control Number: nr2006031467
- Virtual International Authority File: 39341290
- WorldCat: E39PBJd88tJR9fbMHMwb98tqcP